# ذكريات جان دارك الشخصية
ذكريات جان دارك الشخصية، بقلم السور لويس دي كونت (بالإنجليزية: Personal Recollections of Joan of Arc, by the Sieur Louis de Conte)‏ هي رواية بقلم مارك توين نشرت 1896 وتروي حياة جان دارك. وهي آخر رواية انتهى توين من كتابتها، ونشرها عندما كان بعمر 61 سنة.
وتقدم الرواية باعتبارها ترجمة (من قبل "جان فرانسوا ألدن") من مذكرات لويس دي كونت، وهو تصور خيالي لوصيف جان دارك ويدعى لويس دي كونتس. وتنقسم الرواية إلى ثلاثة أقسام تروي مراحل حياة جان دارك: شبابها في دومريمي، وقيادتها لجيش شارل السابع ملك فرنسا، ومحاكمتها في روان.
تم نشر الرواية في الأصل بشكل مسلسل في مجلة هاربرز ابتداء من أبريل 1895. كان توين على بيّنة بسمعته ككاتب كوميدي، وطلب أن يظهر مجهولا في كل حلقة حتى يتعامل القراء مع القصة على محمل الجد. ولكن سرعان ما عرف القراء أنه مؤلف العمل، وقامت شركة هاربر وإخوانه وبنشر الكتاب في مايو 1986 وسجل باسم مارك توين.

## ملخص الحبكة

### مقدمة
تبدأ الرواية بـ«مقدمة المترجم»، التي يتحدث فيها عن «خصوصية تاريخ جان دارك»، يتبعها تمهيد بقلم لويس دي كونت. تعرض «مقدمة المترجم «لمحة شاملة ومقتضبة عن حياة جان دارك، مع إشادة كبيرة («بشخصيتها التي وصلت لأسمى درجات الرقي التي يمكن للإنسان أن يصل إليها»). تبين مذكرة «الخصوصية «التي وضعها المترجم أن قصة حياة جان دارك محفوظة في وثائق المحكمة، وأن «لويس دي كونت، الذي يؤكد لنا المترجم أنه أهل للثقة «هو من وفر تفاصيل حياة جان دارك التي يرويها الكتاب. اعتمدت مقدمة الكتاب على كتابات السير لويس دي كونت، التي تعود إلى عام 1492 (بعد وفاة جان دارك بـ 61 سنة)، والتي تحدث فيها عن العلاقة الوثيقة التي جمعته بجان دارك، إذ قال: «كنت معها منذ البداية وحتى النهاية».

### الكتاب الأول: في دوميرمي
يبدأ الكتاب الأول بولادة دي كونت في السادس من شهر يناير عام 1410، في بلدية نيوفتشاتو الفرنسية، وانتقال والديه إلى باريس. يربط دي كونت طفولته مع مظاهر الفوضى (من إجرام، وغوغائية، ومظاهر عدم الاستقرار الأخرى) التي أثقلت عاتق المدينة في تلك الفترة. أُرسل دي كونت في عام 1415، بعد مقتل عائلته في غزو برغندي، إلى قرية ريفية صغيرة وبدائية يطلق عليها اسم «دوميرمي «وعاش مع كاهن أبرشيتها. التقى دي كونت في دوميرمي بالفلاحة الأمية جان دارك. يروي دي كونت عددًا من الحوادث، التي تبين مدى تميز جان دارك عن بقية أطفال دوميرمي بحكمتها، وشجاعتها، وعفتها، ومنها قصة جدالها مع الكاهن حول الجن، وطريقة تعاملها مع الجندي التائه، ومع الرجل المضطرب عقليًا الذي ارتكب أعمالًا إجرامية.
يروي دي كونت في الفصلين السادس والسابع، قصة مشاهدته لحديث جان دارك مع كيان إلهي، وتفسيرها لهذا الموقف، بأنّها قد اختيرت من قبل الله «لاستعادة فرنسا، وتتويج عبده دوفين ملكًا عليها«. سخر حاكم بلدة دوميرمي وسكانها من جان دارك عندما أعلنت تفوضيها بهذه المهمة، ما اضطر أبويها لإبقائها تحت المراقبة. ظلت جان دارك مصممة على خطتها هذه على الرغم من كل تلك الصعوبات التي واجهتها.

### الكتاب الثاني: في المحكمة وفي المعسكر
يبدأ الكتاب الثاني بالحديث عن القضاء على كل تلك المعوقات التي وقفت في وجه دارك، إذ غادرت القرية في سن السابعة عشر، مدفوعة برؤاها، لطلب السيطرة على جيش الملك. يتحدث الفصل التاسع من الكتاب عن تعيين الملك جان «قائدًا أعلى للجيوش»، بعد تمكنها من الدفاع عن نفسها أمام المحكمة التي وجهت لها الاتهام بممارسة السحر.
يتحث الفصل العاشر من الكتاب عن بدء جوان بتنظيم حملتها، وكتابتها رسالة وجهتها إلى القادة الإنجليز في أورليانز، تطالبهم بإخلاء فرنسا. رفض الإنجليز عرض دارك، فبدأت جوان، فور تلقيها خبر الرفض الإنجليزي، هجومًا قويًا على أورليانز، على الرغم من توجيه الجنرالات والمستشارين العديد من النصائح لها حول ضرورة بقاء فرنسا في موقفها الدفاعي. حققت جون خلال حملتها العسكرية هذه العديد من الانتصارات على الإنجليز. استسلمت القوات البريطانية في مدينة رانس الفرنسية في الخامس من شهر يوليو، الأمر الذي سمح بتنظيم «مسير غير دموي» نحو رانس، وتتويج الملك تشارلز. طلبت جان من الملك، أثناء احتفال التتويج، فرض الضرائب على بلدية دوميرمي.
طلبت جان دارك، بعد الاحتفال بتتويج الملك، الإذن بالهجوم على باريس، مؤكدة قدرة هذه الخطوة على شل سالقوات الإنجليزية. عارض مستشارو الملك دارك في خطوتها هذه. أعطى الملك دارك الإذن بالهجوم على باريس في بادئ الأمر، لكنه أعلن، مع بداية ظهور بشائر انتصار جيش دارك، هدنة طويلة الأجل مع باريس أوحت باتفاق الطرفين على وقف القتال، الأمر الذي تسبب بشعور كل من جان دارك ودي كونت بالإحباط.
يتحدث الفصل الأخير من الكتاب عن أحداث الرابع والعشرين من شهر مايو عام 1430، التي خسرت فيها جان دارك معركة ضد القوات الإنجليزية والبورجندية، ووقعت في أسرهم.
تحدث دي كونت في الكتاب الثاني عن فضائل جان دارك (حظرها للدعارة، والقمار، والبذاءة في الجيش، وأمرها جميع الرجال بالحضور في الكنيسة، وتعاملها الرحيم مع السجناء الإنجليز)، وعن القوى الإلهية التي امتلكتها (تمكنها من التعرف على الملك دون إخطار، وعثورها على سيف مخفي في الكنيسة، وتنبؤها بالتعرض للإصابة خلال الحرب، وتوقعها اقتراب أجلها).